# Олтресенда Алта
Олтресѐнда А̀лта (на италиански: Oltressenda Alta; на ломбардски: Oltressenda Olta, Олтресенда Олта) е община в Северна Италия, провинция Бергамо, регион Ломбардия. Административен център на общината е село Назолино (Nasolino), което е разположено на 714 m надморска височина. Населението на общината е 146 души (към 2017 г.).